# Juan Catalina García y López
Juan Catalina García y López (Salmeroncillos, Conca; 24 de novembre de 1845 - Madrid; 19 de gener de 1911) va ser un arqueòleg, historiador, bibliògraf i senador espanyol.

## Biografia
Va fer l'ensenyament secundari en el recent Institut de Guadalajara, passant després a la Universitat de Madrid, on va cursar Filosofia i Lletres i Dret i es va titular en l'Escola Superior de Diplomàtica. Traslladat el seu pare, que era mestre, a Madrid en 1868, va viure al Carrer de la Cebada al costat de l'antic hospital de la Latina (Madrid). Des de molt jove va col·laborar en periòdics i revistes: El Fomento Literario de Gonzalo Calvo Asensio i altres de marcat accent catòlic com El Pensamiento Español, dirigit per Francisco Navarro Villoslada; El Fénix, periòdic de la Unió Catòlica dirigit per Ceferino Suárez Bravo; La España, La Unión Católica dels Pidal, etc. Segons Manuel Ossorio y Bernard, també fou redactor d'El Fomento Literario (1863-1864). Més tard escriuria en revistes de la seva especialitat, com la Revista de Archivos, Bibliotecas y Museos (1897-1899) i el Boletín de la Real Academia de la Historia. Fundà amb el marquès de Cerralbo La Juventud Católica, on va oferir nombroses conferències sobre art i arqueologia. Va dirigir un col·legi particular; en 1870, als 25 anys, va ser nomenat acadèmic corresponent de la d'Història; es va casar en 1871 amb Juana María de les Mercedes Pérez Menéndez, de la qual va tenir set fills i li van sobreviure tres: dos fills i una filla.
Va ser Secretari General de la Societat Econòmica d'Amics del País de Madrid, arribant a ser Senador del Regne en representació d'aquesta institució en tres ocasions (1904-1905, 1907-1908 i 1910-1911). En 1885 va guanyar les oposicions a la Càtedra d'Arqueologia i Ordenació de Museus de l'Escola de Diplomàcia, amb el que va entrar en el Cos Facultatiu d'Arxivers, Bibliotecaris i Arqueòlegs; va ser nomenat aquest mateix any Cronista Oficial de la Província de Guadalajara; en 1891 va ser nomenat juntament amb Fidel Fita comissari reial de l'Exposició Històrica Europea celebrada a Madrid per commemorar el IV Centenari del Descobriment d'Amèrica;
En 1893 se li va concedir la gran creu de l'Orde d'Isabel la Catòlica i va prendre possessió d'una butaca de numerari en la Reial Acadèmia de la Història el 27 de maig de 1894, i hi va ocupar els càrrecs d'Antiquari (1901) i de Secretari perpetu (1908), elaborant un catàleg més complet que l'anterior dels fons artístics de l'acadèmia; el 1908 va aconseguir les càtedres d'Arqueologia i de Numismàtica en la Facultat de Filosofia i Lletres de Madrid, càrrec que va simultaniejar fins a la seva mort amb el de director del Museu Arqueològic Nacional. Va perdre gairebé completament la vista estudiant manuscrits i llegint llibres. Va comprar una casa a Espinosa de Henares que va haver de vendre al final de la seva vida per deixar-li alguna cosa als seus fills, perquè va morir en la pobresa el 19 de gener de 1911 a Madrid; està sepultat en l'Església Sacramental de San Justo.
Va elaborar el Catálogo del Patrimonio Artístico de Guadalajara encarregat pel Ministeri d'Instrucció Publica al començament del segle xx, però, encara que no ho va concloure per sobrevenir-li la mort, ho va deixar molt avançat i es conservi inèdit i manuscrit en el Consell Superior d'Investigacions Científiques. Entre les seves obres destaca la monumental Biblioteca de escritores de la provincia de Guadalajara y bibliografía de la misma hasta el siglo XIX; la Biblioteca Nacional va premiar aquesta obra en 1897 i dos anys després es va editar. L'Ensayo de una Tipografía Complutense quedà incomplet, però fou imprès en 1889. Publicà amb erudits comentaris i anotacions el Fuero de Bribuega (1887) que atorgà l'arquebisbe de Toledo Rodrigo Ximenez de Rada a la vila en el segle xii, pres del de Conca. Va publicar així mateix altres llibres i nombrosos articles especialitzats en el seu camp. Com a amant dels viatges, l'epigrafista pare Fidel Fita li sol·licitava dibuixos i calcs d'inscripcions antigues dels llocs on anava; va participar també en excavacions al cerro del Bu, Cifuentes, Recópolis, Numància i a les Coves de Perales de Tajuña.

## Obres

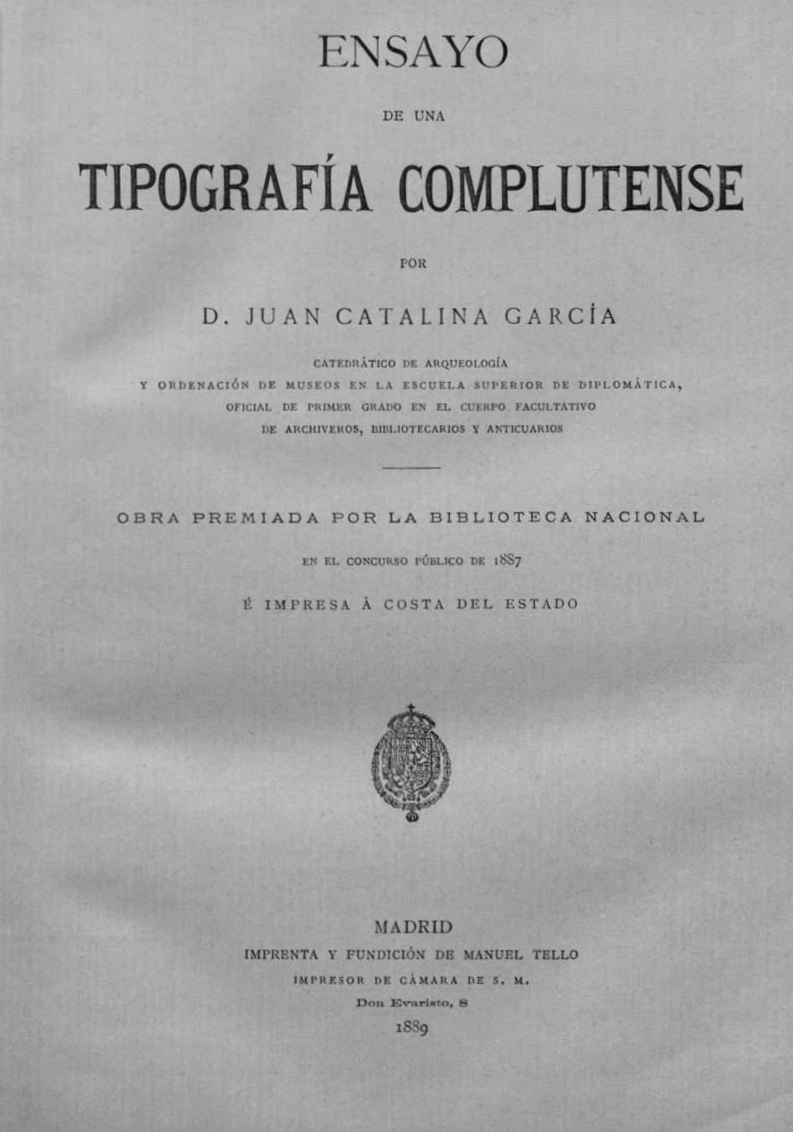
Ensayo de una Tipografía Complutense (1889).

- Bibliografía de la Sociedad Económica matritense (1877).
- Biblioteca de autores y escritores de la provincia de Guadalajara, Editorial Sucesores de Rivadeneyra, Madrid, 1899. Hay edición moderna en Biblioteca de Escritores de la provincia de Guadalajara. Catálogo Monumental de la provincia de Guadalajara, edición en CD-Rom, Guadalajara, AACHE Ediciones, 2001.
- Ensayo de una Tipografía Complutense, 1889.
- La edad de piedra y el hombre terciario (1878 y 1879)
- Fuero de Bribuega 1887.
- La Alcarria en los primeros siglos de su reconquista, discurso de ingreso en la Real Academia de la Historia.
- Elogio del padre Siguenza, 1897; leído en la RAH y luego publicado como introducción a la edición de la Historia de la Orden de San Gerónimo de este autor seguntino.
- El libro de la provincia de Guadalajara
- Castilla y León durante los reinados de Pedro I, Enrique II, Juan I i Enrique III, 3 vols, entre 1892 y 1893.
- Relaciones Topográficas de los pueblos de Guadalajara, con Aumentos a las mismas, Madrid: Real Academia de la Historia, 1903-1911 - 6 Tomos
- Vuelos Arqueológicos (narraciones de arte), Biblioteca Patria, Madrid, 1911, obra póstuma que recoge pequeños trabajos anteriores sueltos.
- Rasgo histórico acerca de Nuestra Señora de la Antigua, de Guadalajara, 1884.
- El Madroñal de Auñón, publicado en tres números de la Revista de Madrid de 1883..
- La Alcarria en los dos primeros siglos de la Reconquista, Diputación Provincial de Guadalajara, 1974.
- Diario de un patriota complutense, 1894, con prólogo y notas.